# Mas Verd
Mas Verd és una masia de Canet d'Adri (Gironès) protegida com a bé cultural d'interès local.

## Descripció
És una masia de diversos cossos, que conformen un conjunt de forma rectangular i d'alçades diferents. El bloc més elevat és de planta rectangular desenvolupat en planta baixa i dos pisos superiors. la coberta és de teula àrab a dues vessants, acabada amb un ràfec format per biguetes de fusta i rajols plans. Les parets són de pedra i argamassa a les façanes exteriors, que deixen a la vista els carreus de les obertures i les cantonades. La porta principal és adovellada. A la part posterior d'aquest bloc, hi ha un cos annex, d'alçada inferior, de forma rectangular sota teulada de teula àrab amb coberta a dues vessants, acabada amb un ràfec format per biguetes de fusta i rajols plans.